# フランク・ベリア
フランク・ベリア（Franck Béria, 1983年5月23日 - ）は、フランス・ヴァル＝ドワーズ県アルジャントゥイユ出身の元サッカー選手。現役時代のポジションはディフェンダー。マダガスカルにルーツを持つ。

## 経歴
クレールフォンテーヌの卒業生後、FCメスに入団し、
2006-07シーズンではリーグ・ドゥのベスト・イレブンに選ばれクラブの優勝に貢献した。
U-20フランス代表までは順調にステップアップし2004年トゥーロン国際大会で優勝したが、その後A代表には呼ばれていない。

## 所属クラブ
- FCメス　2001-2006
- リール　2007-2017

## 個人成績
| シーズン | クラブ | リーグ               | リーグ | リーグ |
| シーズン | クラブ | リーグ               | 出場   | 得点   |
| -------- | ------ | -------------------- | ------ | ------ |
| 2001-02  | メス   | ディヴィジオン・アン | 5      | 0      |
| 2002-03  | メス   | リーグ・ドゥ         | 3      | 0      |
| 2003-04  | メス   | リーグ・アン         | 11     | 0      |
| 2004-05  | メス   | リーグ・アン         | 7      | 0      |
| 2005-06  | メス   | リーグ・アン         | 32     | 0      |
| 2006-07  | メス   | リーグ・ドゥ         | 34     | 0      |
| 2007-08  | リール | リーグ・アン         | 38     | 1      |
| 2008-09  | リール | リーグ・アン         | 23     | 0      |
| 2009-10  | リール | リーグ・アン         | 33     | 1      |
| 2010-11  | リール | リーグ・アン         | 27     | 1      |
| 2011-12  | リール | リーグ・アン         | 32     | 0      |
| 2012-13  | リール | リーグ・アン         | 24     | 0      |
| 2013-14  | リール | リーグ・アン         | 26     | 0      |
| 2014-15  | リール | リーグ・アン         | 17     | 0      |
| 2015-16  | リール | リーグ・アン         | 2      | 0      |
| 2016-17  | リール | リーグ・アン         | 28     | 1      |

## タイトル

### クラブ
リール
- リーグ・アン：2010-11
- クープ・ドゥ・フランス：2010-11